# De Witt Motor Vehicle Company

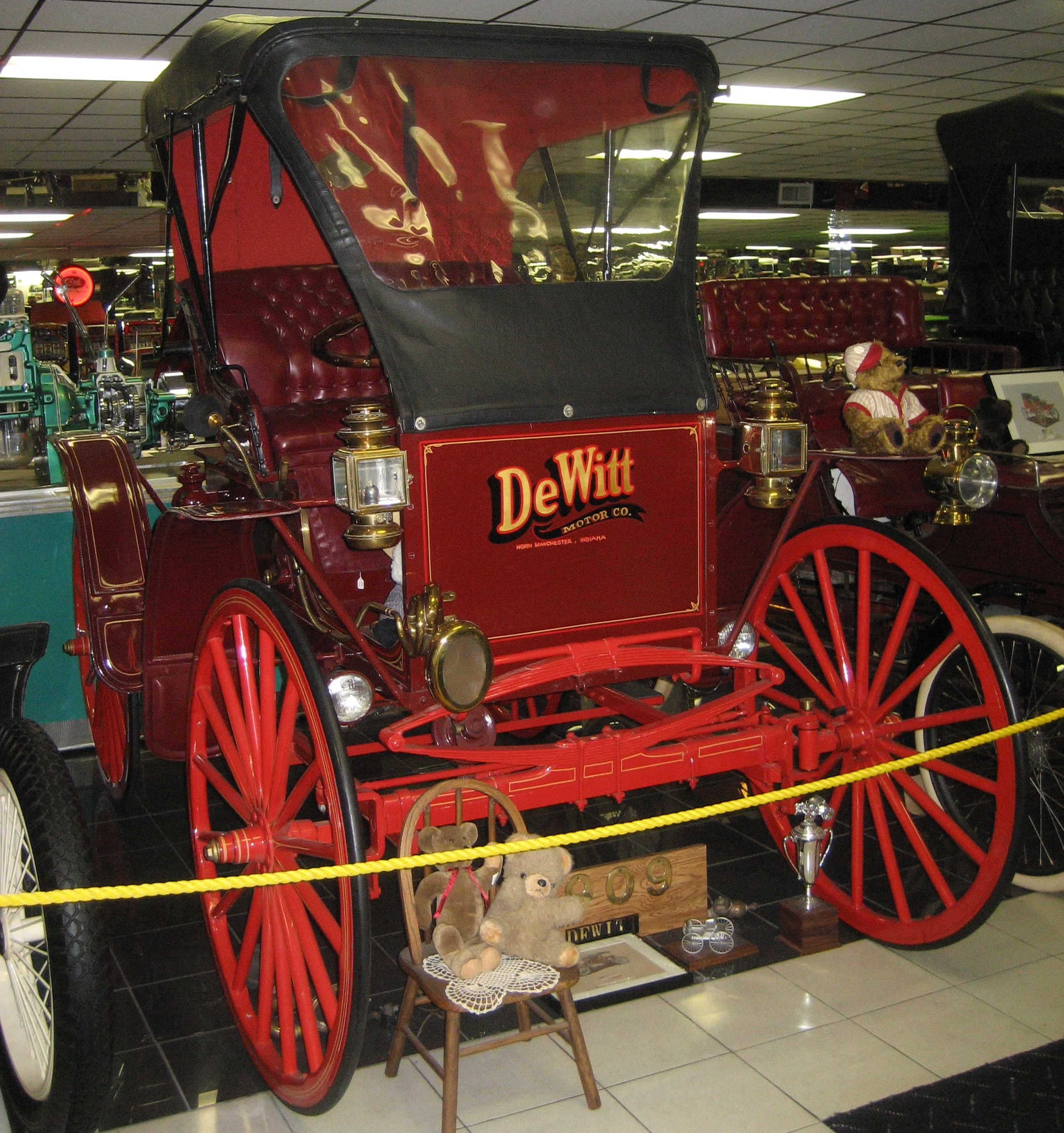
De Witt von 1909

De Witt Motor Vehicle Company, vorher De Witt Automobile Company, war ein US-amerikanischer Hersteller von Automobilen.

## Unternehmensgeschichte
Der gebürtige Schweizer Virgil L. De Witt hatte bei der W. H. Kiblinger Company Erfahrungen im Automobilbau gesammelt. 1908 gründete er sein eigenes Unternehmen in North Manchester in Indiana. Am 15. April 1909 war das erste Fahrzeug fertig. Der Markenname lautete De Witt. Andere Quellen schreiben DeWitt, ohne Leerstelle. Ab Juni 1909 entstanden bis zu vier Fahrzeuge täglich, und die Verkäufe liefen gut. Ein Feuer zerstörte am 5. Mai 1910 das Werk. Daraufhin endete die Produktion.
Insgesamt entstanden rund 200 Fahrzeuge, von denen eines noch existiert.

## Fahrzeuge
Das einzige Modell war ein Highwheeler und ähnelte den Modellen von Kiblinger. Ein Zweizylindermotor mit 13,6 PS Leistung war unter dem Sitz montiert und trieb die Hinterachse an. Das Fahrgestell hatte 198 cm Radstand. Der offene Aufbau bot Platz für zwei Personen.